# Waterloo Maple

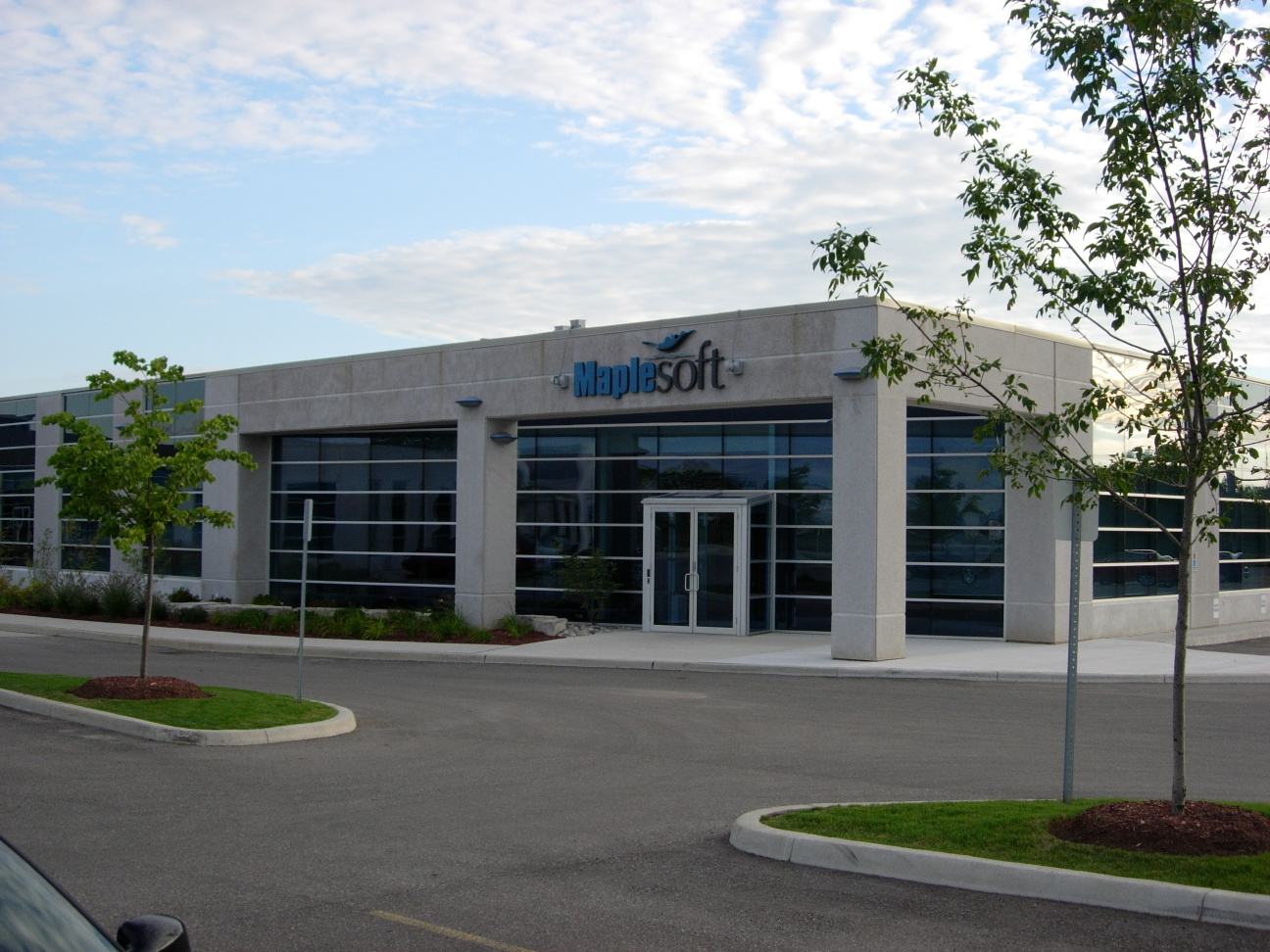
Maplesoft

Waterloo Maple Inc. é uma empresa de software canadense sediada em Waterloo, Ontário. É conhecida sobretudo por desenvolver o software Maple.
A Waterloo Maple opera actualmente sob a marca comercial Maplesoft.
Foi fundada em abril de 1988 com o nome de Waterloo Maple Software por Keith Geddes e Gaston Gonnet, que na altura eram ambos professores no Grupo de Computação Simbólica, pertencente ao departamento de informática (hoje a Escola de Ciência Informática) da Universidade de Waterloo.
Entre julho de 1998 e agosto de 2003, a sede da Waterloo Maple situava-se no antigo Museu Seagram em Waterloo, a localização da distilaria Seagram original.
A Maplesoft detém actualmente escritórios europeus em Zug, na Suíça (Maplesoft GmbH) e em Paris.